# Détournement
Détournement, o desvío, es un concepto surgido dentro del movimiento situacionista, que habla sobre la posibilidad artística y política de tomar algún objeto creado por el capitalismo, o el sistema político hegemónico, y distorsionar su significado y uso original, para producir un efecto crítico.